# Saint-André-de-Briouze
Saint-André-de-Briouze ist eine französische Gemeinde mit 175 Einwohnern (Stand: 1. Januar 2022) im Département Orne in der Region Normandie (vor 2016 Basse-Normandie). Sie gehört zum Arrondissement Argentan und zum Kanton Athis-Val de Rouvre (bis 2015 Briouze). Die Einwohner werden Saint-Andréens genannt.

## Geographie
Saint-André-de-Briouze liegt etwa 25 Kilometer westsüdwestlich vom Stadtzentrum von Argentan. Umgeben wird Saint-André-de-Briouze von den Nachbargemeinden Putanges-le-Lac im Norden, Ménil-Gondouin im Norden und Nordosten, La Fresnaye-au-Savage im Osten, Saint-Hilaire-de-Briouze im Süden und Südosten, Pointel im Süden, Briouze im Westen und Südwesten sowie Craménil im Westen und Nordwesten.

## Bevölkerungsentwicklung
| 1962                      | 1968 | 1975 | 1982 | 1990 | 1999 | 2006 | 2011 | 2016 |
| ------------------------- | ---- | ---- | ---- | ---- | ---- | ---- | ---- | ---- |
| 260                       | 235  | 208  | 179  | 164  | 170  | 181  | 192  | 186  |
| Quelle: Cassini und INSEE |      |      |      |      |      |      |      |      |

## Sehenswürdigkeiten
- Kirche Saint-André aus dem 19. Jahrhundert
- Pfarrhaus
- frühere Kirche Saint-Denys aus dem 16. Jahrhundert

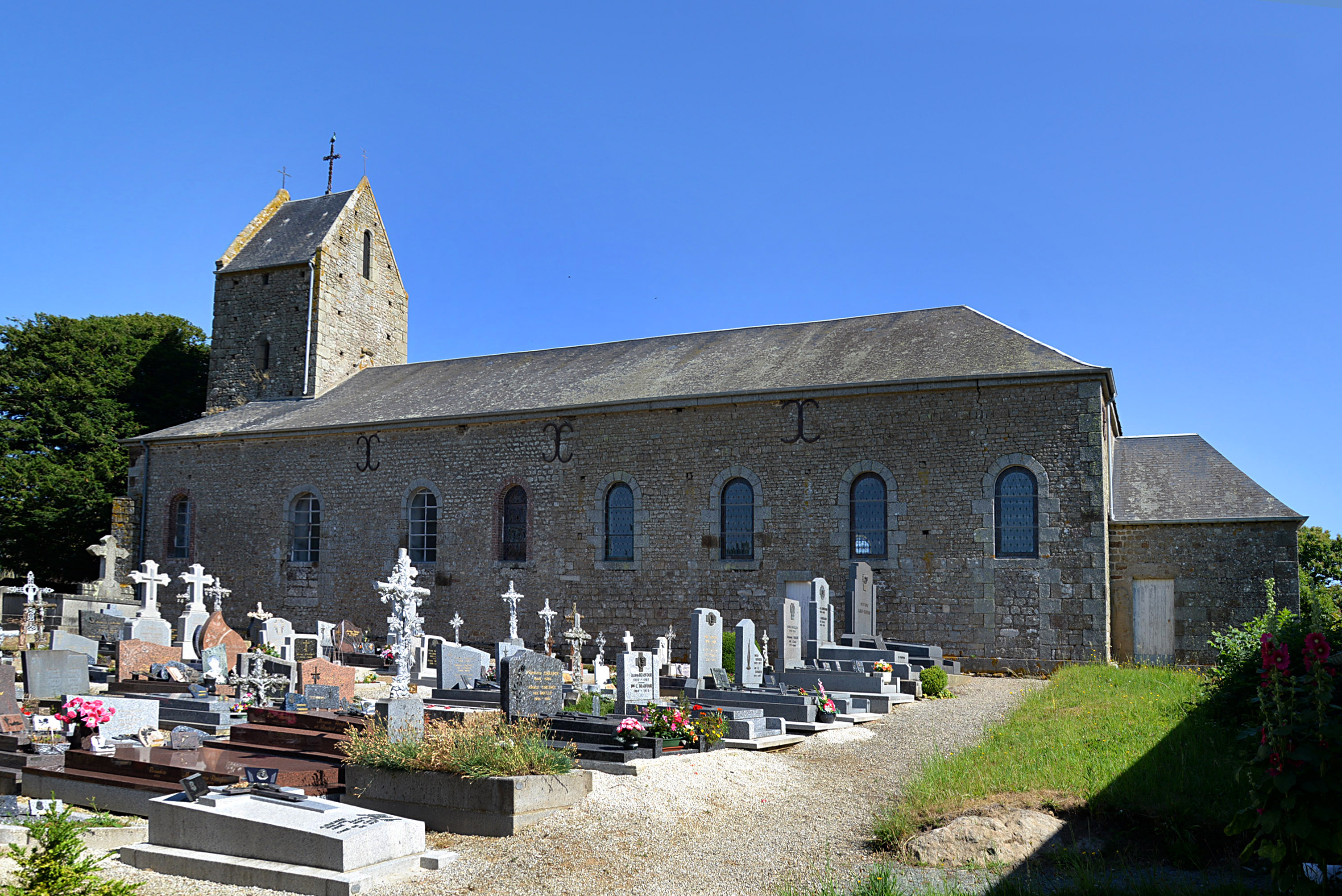
Kirche Saint-André
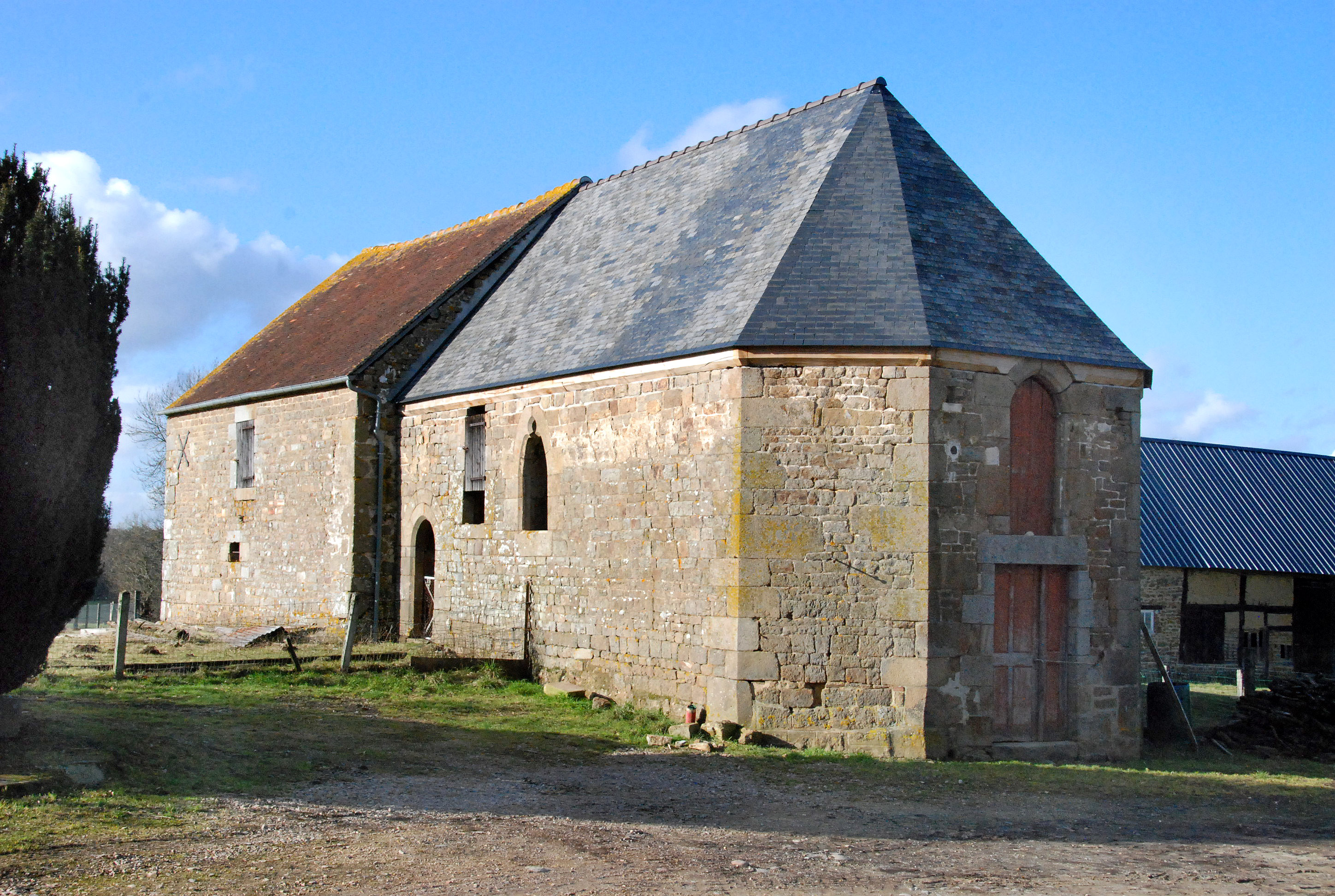
Kirche Saint-Denys